# 脳を鍛える大人のNintendo Switchトレーニング
『脳を鍛える大人のNintendo Switchトレーニング』（のうをきたえるおとなのニンテンドースイッチトレーニング）は、任天堂開発・発売のNintendo Switch専用ゲームソフト。
正式タイトルは『東北大学加齢医学研究所 川島隆太教授監修 脳を鍛える大人のNintendo Switchトレーニング』（とうほくだいがく かれいいがくけんきゅうじょ かわしまりゅうたきょうじゅかんしゅう のうをきたえるおとなのニンテンドースイッチトレーニング）。

## 作品内容
東北大学教授・川島隆太が監修する『脳を鍛える大人のDSトレーニング』から始まった脳トレシリーズ第5作で、ニンテンドー3DSで発売された前作『ものすごく脳を鍛える5分間の鬼トレーニング』（鬼トレ）以来、7年ぶりの新作。前作はワーキングメモリーを鍛える事がメインだったが、今作は『ちょっと脳を鍛える大人のDSiトレーニング』以来、11年ぶりに従来の脳トレがメインで開発された。
パッケージ版には、専用のタッチペン（HAC-041）が同封されている。
収録されているトレーニングや脳年齢チェックのテストは多くが過去シリーズからの再録だが、一部の内容が変更されている。
著作権クレジットは『鬼トレ』同様、東北大学と任天堂の併記。
タッチペンを使用するため、事実上携帯モード専用となる。また、後述の『指計算』・『指体操』・『後出勝負テスト』の3種目はJoy-ConのモーションIRカメラに手をかざし、指を動かしてトレーニングをする形式になっている。なお、Nintendo Switch Liteに関してはこの機能が搭載されていない関係から、これらの3種目は別途Joy-Conとその充電器を用意しないとプレイする事が出来ない。
本作での成績は、「新幹線級」がN700系を模したものに変更され、「徒歩級」をタッチした時の効果音は「Jump Up, Super Star!」になった。

### トレーニング
なお、本作は数独、細菌撲滅以外は難易度選択ができない。ハンコを押した数(日数)で追加されていく。
指計算
新作トレーニング。簡単な足し算の問題が指の本数で出題されるため、指を動かして解答する。
指体操
新作トレーニング。画面上に4つの手が表示され、リズムに合わせて手を動かす。
漢字合成
DS版『もっと-』より再録。画面に回転して表示されるいくつかの漢字のパーツを組み合わせてできる漢字を記入する。
例：「木」「九」「十」→「枠」。
直前写真
DSi版『文系編』より再録。写真を覚えながら、前に表示された写真を正しいものを選ぶ。左右反転した写真が出てくることもある。なお、今作はプレーヤーが撮影した写真を使うことができない。
二重課題
新作トレーニング。画面上側でハードル飛びのミニゲームが行われ、画面下側に後述の『最高数字』の問題が表示される。ハードルをタッチで飛び越えつつ、『最高数字』の問題を同時にこなす。途中で鳥が飛んでくることもある。
数独
DSi版『数独編』に収録された問題の移植。3段階のレベルで全116問（そのうち、16問は練習問題）。
計算25
DS版より再録。画面に表示される25問の簡単な四則計算をより速く解き、タッチペンで解答を記入する。
名曲演奏
DS版『もっと-』より再録。画面に表示される楽譜通りに、鍵盤をタッチして演奏する。収録曲のラインナップは従来の作品とほぼ同じだが、本作でも新曲が追加されている。
新聞音読
DS版ならびにDSi版『文系編』に収録されていた「名作音読」のアレンジ版。画面に表示される新聞記事を音読し、1秒で読んだ文字数の平均を記録する。なお、1周あたり10秒以内に読み終わると「早すぎます」と表示され、先に進めない。
人数数え
DS版より再録。画面に表示される家に人が出入りし、最後に家の中に残っている人数を記入する。途中からは、煙突からも出入りしてきたり素通りすることもある。
瞬間記憶
DS版より再録。画面に一瞬だけ表示される複数の数字を覚え、その場所を数字の小さい順にタッチする。
計算100
DS版より再録。計算25と同じく四則計算計100問のタイムを記録。
ワーキングメモリートレーニング
Ver. 1.2.0より追加。バージョンアップ後に一度でも脳年齢チェックで最高の20歳を達成するなど、特定の条件を満たすことによって解放される。
内容は3DS版『鬼トレ』の『鬼記号』の再録。前に表示された記号を3つの選択肢の中から選んで答える。一日3回まで挑戦出来る。
登場する記号は5種類のみでかつ覚えやすいため、『鬼トレ』と比較して難易度が若干抑えられている。
細菌撲滅
『脳トレ』シリーズでおなじみの、脳をリラックスさせるために用意されている『Dr.マリオ』をアレンジしたパズルゲーム。
内容は従来のシリーズと同じだが、ウィルスのデザインが『Dr.マリオ』と同じものから、DS版『もっと-』に近いオリジナルのものに変更されている。
また、中断がプレイ中にも可能。

### 脳年齢チェック
以下のチェック項目のうち3ジャンル各ランダム1つ、3つが出題され、自分の脳年齢を診断することができる。また、今作では脳年齢チェック中に記録を確認することが出来、ハイスコアは記録される。なお、今作では隠しコマンドで任意のテストを選べる要素は搭載されていない。
後出勝負テスト（抑制力）
DS版『もっと-』より再録。表示されたじゃんけんの手に勝てる手または負ける手を、指を動かして答える。勝てる手・負ける手のどちらを回答するかは、画面で指示される。
順番線引テスト（抑制力）
DS版より再録。画面にアルファベットと数字が表示され、A→1→B→2→C→3…と、交互に順番に線を引き、そのタイムを計測する。
5×5記憶テスト（短期記憶）
DS版『もっと-』より再録。1から25の数字が5x5の形で不規則に並んでいる。どの数字がどの場所にあったか2分間で記憶し、覚えた場所をタッチし、その場所の数字を2分間で解答する。間違えたマスの再回答は不可。
単語記憶テスト（短期記憶）
DS版より再録。画面に表示される30個の3文字単語を2分間で記憶し、次の3分間で思い出せる限りの解答を記入する。
高速数えテスト（処理速度）
DS版より再録。1 - 120までの数字を速く、正確に発音して、そのタイムを計る。
連続減算テスト（短期記憶）
DS版『もっと-』より再録。最初に2桁の数字と1桁の引く数が与えられ、次々に1桁の引く数を引いたものを答えていく。例えば、65から連続して7を引くように指示が出たら、58、51、44、……2と記入していく。
但し、前の数字は答えを記入すると塗りつぶされて見えなくなるため、記憶しつつ計算しなければならない。
最高数字テスト（抑制力）
DS版『もっと-』より再録。画面上に表示された数字のうち、値が最も大きい（数字の書かれている大きさではない）ものを選んでタッチする。
例：9 3 6　この場合は、左側の「9」が正解
計算25テスト（処理速度）
内容はトレーニングの計算25と同じ。

この脳年齢チェックで20歳を出せばこの日の間、そのアカウントのメニュー画面のBGMが初代脳トレのアカウントメニュー画面のアレンジ曲に変化する（アカウント作成後のお試しチェックを除く）。

## Nintendo Switch Online
Nintendo Switch Onlineには、発売当初はセーブデータお預かりサービスにしか対応していなかったが、アップデートにより独自サービスやオンラインプレイに対応した。

### 脳トレメール
Ver. 1.1.0から対応した、プレイ記録を家族やプレイヤー自身にメール送信する形で家族と共有できる独自サービス。プレイヤーはNintendo Switch Onlineへの加入が必要だが、宛先の家族は脳トレメールを受信するだけならその必要はなくニンテンドーアカウントを作成すれば受信できる。
ただし、事前設定の際に双方のニンテンドーアカウントをファミリー登録する必要があることから、宛先の家族もオンラインプレイをする場合はNintendo Switch Onlineへはファミリープランで加入することが推奨されている。

### 世界一斉脳トレ大会
Ver. 1.2.0へのアップデート後の2020年2月15日より毎週土曜 16:00 - 日曜 16:00（JST）にかけて開催されるオンライン大会。指計算や計算25、順番線引などスピードも求められるトレーニングの中から、ランダムで4種類登場する。
2020年7月4日 - 5日の第21回は「川島杯」と称して開催され、川島も参加したものの結果に納得せず「もう『あつまれ どうぶつの森』にうつつを抜かして脳トレの時間を減らしたりしません」と敗戦の弁を述べた。
2021年1月2日 - 3日の第47回は「第2回川島杯」と称して開催されたが、川島は「第1回川島杯の惨敗を受け、夜な夜な『あつまれ どうぶつの森』のサソリ狩りに出ることもなく連日脳トレに励んでいたのですが……」とまたも結果に納得しなかった。